# Mortaio a mano

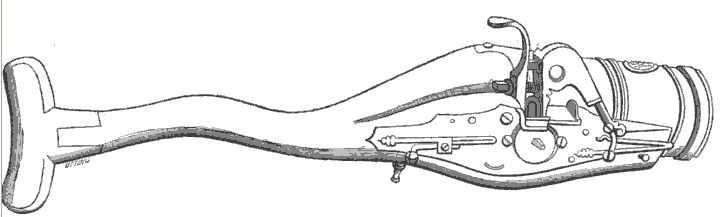
Mortaio a mano della prima parte del XVII secolo

Il mortaio a mano è un'arma da fuoco utilizzata nel XVII e XVIII secolo per lanciare bombe. Il suo funzionamento era simile a quello delle armi con acciarino, ma i tubi erano più corti (5–10 cm) con un grande buco in cui posizionare la bomba.

## Uso
Dopo aver innescato l'arma ed aggiunto la polvere da sparo, chi maneggiava l'arma poteva inserire la bomba e fare fuoco. Potevano accadere incidenti nel caso che l'arma avesse fatto cilecca e la bomba fosse esplosa nel tubo. Ulteriori modifiche avrebbero tentato di accendere la bomba con l'uso di polvere nera, ma le fonti del tempo riportano di esplosioni delle armi.
La mancanza di esemplari sopravvissuti di questo tipo di arma starebbe ad indicare che non era molto diffusa, probabilmente a causa dei problemi citati di inaffidabilità. In un suo trattato sull'arma, Hewitt sostiene che questo mortaio fa parte del gruppo dei "progetti di distruzione che non avrebbero mai distrutto niente a parte i sogni dei loro inventori". Nella mostra militare The Official Report of the Calcutta International Exhibition, 1883-84, il mortaio a mano viene descritto come "solo un giocattolo... mai pensato di metterlo a servizio".
I mortai a mano furono trovati anche nel Nuovo Mondo. Il riferimento ad un esemplare venduto nel Maryland si trova nel The Proceedings of the Council of Maryland del 1698. Un altro racconto nel diario di Alexander Henry parla di un mortaio a mano (chiamato "cohorn"; da Menno van Coehoorn) caricato con un'oncia di polvere nera, 30 pallini, e fatto sparare durante uno scontro con i nativi Sioux nel 1808.
Nel 1872 un'opera intitolata Life-boats, Projectiles and Other Means for Saving Life diede una descrizione di un marinaio intento ad utilizzare un mortaio a mano. Si dice che il mortaio fosse in grado di lanciare un proiettile di piombo ad una distanza di 73 metri.

## Inventori
Almeno una versione del mortaio a mano fu probabilmente inventato da John Tinker nel 1681. Il suo mortaio potrebbe essere stato un'evoluzione di un precedente strumento. Un riferimento a questo mortaio sarebbe apparso in un'opera intitolata Ancient Armour, che parla di un mortaio di stagno. Un'altra storia parla di un mortaio a mano come di un cohorn, e ne attribuisce l'invenzione ad un ingegnere olandese, Menno Van Coehoorn, vissuto dal 1641 al 1704.

## Munizioni
I primi riferimenti al tipo di bomba usata nei mortai a mano si trova in un'opera del 1472 intitolata Valturius, dove si parlerebbe della produzione di un prototipo incendiario. L'uso diffuso delle bombe esplosive non si ebbe prima della prima metà del Cinquecento sotto Francesco I di Francia. Una prima vittima di questo genere di proiettili fu il conte di Rendan il quale morì per le ferite di uno shrapnel durante l'assedio di Vaktendonck del 1588. Le bombe esplosive erano fatte in ottone, vetro o argilla, mentre le incendiarie in tela. Nathanael Nye, Capo Fuciliere della città di Worcester, in un trattato intitolato Art of Gunnery pubblicato nel 1647, sottolinea che i soldati di quel tempo non usavano questo genere di granate a causa della loro pericolosità. Nonostante esistano registrazioni di unità di fanteria chiamate "granatiere" per tutto il Settecento in Europa, questi gruppi lanciavano solitamente a mano le bombe.